# 闇ニ散ル桜
「闇ニ散ル桜」（やみニちルさくら）は日本のヴィジュアル系ロックバンドアリス九號.の楽曲であり、通算3枚目のシングルとして2005年4月27日にPS COMPANYよりリリースされた。

## 解説
「アリス九號.的シングル三連動企画 九號短歌音像シングル」と銘打たれ、3ヶ月連続リリースされたシングルの2作目。5000枚限定発売で、タイトル曲のPVを収めたDVDが付属していた。カップリングの「白夜ニ黒猫」は、将および虎がアリス九號.結成前に在籍していたバンド・ギブスの曲のカヴァーである。

## チャート成績
本作品はオリコン週間シングルチャートでは、2005年5月9日付で初登場・最高順位ともに54位を記録した。同チャート200位圏内に、計2週にわたってランクインした(2週目は104位)。

## 収録曲
| 全作詞: 将、全作曲: アリス九號.。 |                |      |             |      |
| #                                 | タイトル       | 作詞 | 作曲・編曲  | 時間 |
| 1.                                | 「闇ニ散ル桜」 | 将   | アリス九號. | 4:12 |
| 2.                                | 「白夜ニ黒猫」 | 将   | アリス九號. | 4:52 |
| 合計時間:                         | 合計時間:      | 9:04 |             |      |

| 全作詞: 将、全作曲: アリス九號.。 |                |      |             |
| #                                 | タイトル       | 作詞 | 作曲・編曲  |
| 1.                                | 「闇ニ散ル桜」 | 将   | アリス九號. |

## 品番
|                | リリース日    | 品番      |
| -------------- | ------------- | --------- |
| 5000枚限定生産 | 2005年4月27日 | PSTA-0065 |

## 収録作品
闇ニ散ル桜
- 『華想夢想紙』[2]
- 「虹の雪」（another version、セルフカヴァー）[3]

白夜ニ黒猫
- 『華想夢想紙』[2]